# Giovanni Domenico Santorini
Pour les articles homonymes, voir Santorini.
Giovanni Domenico Santorini (né le 6 juin 1681 à Venise - mort le 7 mai 1737) est un anatomiste italien principalement connu pour ses dissections du corps humain.

## Biographie
Giovanni Domenico Santorini naquit à Venise le 6 juin 1681. Après avoir terminé ses études classiques, il alla suivre à Pise les leçons de Malpighi, Bellini, Delfini, et fit sous ces maîtres des progrès étonnants. Il fut reçu docteur dans une assemblée nombreuse à la fin de ses cours, et il revint à Venise, où il publia, n'ayant pas encore vingt-cinq ans, quelques opuscules de médecine qui décelèrent son rare talent pour l'observation. Nommé professeur de philosophie au collège de sa ville natale, il fut ensuite nommé prosecteur d'anatomie et professeur. Sa réputation attirait à ses leçons des élèves de toutes les parties de l'Europe. Santorini mourut à Venise le 7 mai 1737.

## Œuvres
- Opuscula medica de structura et motu fibræ ; de nutritione animali ; de hæmorrhoidibus ; de catameniis, etc., Venise, 1705, in-4; réimprimé avec les Œuvres de Baglivi, Anvers, 1715, in-4°; et depuis, séparément, Rotterdam, 1719 ; Venise, 1740, in-8. Ces différents opuscules offrent des détails peut-être un peu minutieux mais neufs, exacts et intéressants.
- Observationes anatomicæ, Venise, 1724 ; Leyde, 1739, in-4°, fig. Cet ouvrage contient onze chapitres. Dans le premier Santorini décrit les muscles faciaux, l'oreille, le cerveau, la glande lacrymale, le nez, le larynx, le pharynx, les viscères de la poitrine et du bas-ventre, et les organes sexuels. Dans ce seul volume, dit Portal, il a recueilli les observations les plus intéressantes et les plus nombreuses[1]. Les trois planches dont cet ouvrage est accompagné sont exécutées avec une précision remarquable.
- Istruzione alla febbre, ibid., 1735, in-4° ;
- Anatomicæ septemdecim tabulæ quas nunc primum edit atque explicat Mlich. Girardi, Parmensis professor ; iisque alias addit duo de structura mammarum et de tunica testis vaginali, Parme, 4773, in-fol. Ce précieux volume n'est pas commun en France. Haller l'a décrit dans la Bibl. anatomica, t. 2, p. 713.

## Posterité
Giovanni Domenico Santorini a laissé son nom à de multiples structures anatomiques :
- Cartilages de Santorini : cartilages corniculés du larynx.
- Cornet de Santorini : corner nasal suprême.
- Canal de Santorini : canal pancréatique accessoire.
- Fissure de Santorini : à la partie antérieure du cartilage du conduit auditif externe.
- Papille de Santorini : papille mineure, à l'abouchement duodénal du canal pancréatique accessoire.
- Muscle de Santorini : fibres musculaires déplaçant latéralement l'angle de la bouche.
- Plexus veineux de Santorini : plexus veineux situé dans l'espace rétro-pubien (espace de Retzius).